# Piotr Działyński (kasztelan słoński)
Piotr Działyński herbu Ogończyk (zm. między 1493 a 1497) – syn Jana, kasztelana rypińskiego. 
W latach 1480–1481 poświadczony jako cześnik dobrzyńskim, w latach 1485–1493 występuje w źródłach jako kasztelan słoński. Ożenił się z Anną, córką wojewody poznańskiego Sędziwoja Czarnkowskiego, której w 1488 wyznaczył na oprawę posiadane wsie Wolę, Zębowiec i Bogucin, a z którą miał syna Jana.